# Кризис в Кремле
«Кризис в Кремле» (англ. Crisis in the Kremlin) — компьютерная игра, разработанная и выпущенная Nostalgames в 2017 году. Основана на Crisis in the Kremlin 1991 года.
По сюжету игрок выступает в роли Генерального секретаря ЦК КПСС и/или правителя Советского Союза (Председателя Президиума Верховного Совета СССР или Президента СССР), в период с 1985 по 1995 годы. Игрок может выбрать одну из нескольких предлагаемых дат старта (1985, 1986, 1988, 1989, 1991) и одну из реальных личностей среди тех, которые имели шанс управлять Советским Союзом в это время (Михаил Горбачёв, Григорий Романов, Андрей Громыко, Виктор Гришин, Егор Лигачёв (только в сценариях 1988 и 1989 годов), а также Геннадий Янаев — в сценарии 1991 года). Кроме того, игрок может создать своего собственного персонажа, определив его характер (кроме сценария 1991 года, в котором играбельным является только исторический персонаж), а при старте в 1985 году — также определить, как закончились события, прошедшие до начала игры. В ходе самой игры, игрок решает проблемы государственной важности, распределяет бюджет и разбирается со внутренней и внешней политикой.
22 августа 2017 года вышло DLC «The Accident», добавляющее сценарий за УССР в 1985—1988 годах, главной темой которого является авария на Чернобыльской АЭС, а 12 марта 2020 года — DLC «Homeland of the Revolution», добавляющее сценарий за РСФСР в 1989—1991 годах, посвящённое политической борьбе между Михаилом Горбачёвым и Борисом Ельциным и параду суверенитетов.

## Игровой процесс
Игра разделена на ходы, которые длятся половину игрового месяца (условные 2 недели). Начиная с марта 1985 года (или с более поздней даты), игрок решает различные государственные вопросы, которые предлагаются ему каждый ход. Задачи разнятся: от утверждения нового пятилетнего плана до устранения последствий Чернобыльской катастрофы (которая может не произойти при должном финансировании научных разработок и ядерной безопасности), от антиалкогольной кампании до афганского вопроса. Для каждого вопроса обычно существует хотя бы три варианта решения, но некоторые варианты могут быть заблокированы из-за предыдущих действий игрока или несоответствия показателей (к примеру, низкой боеспособности армии или недостаточной лояльности интеллигенции). Кроме этих вопросов, составляющих существенную часть игры, игрок контролирует советский бюджет, распределяя имеющиеся средства (измеряющиеся в сотнях миллионов) по таким отраслям, как экономика, импорт, государственные выплаты, армия, административные траты, духовные траты, наука, влияние и дотации. Также игрок может менять политические доктрины (разделённые на три вкладки: МВД, МИД и Минфин), развивать науку и взаимодействовать с другими государствами. Решения, которые принимает игрок, сильно влияют на игровой мир и могут оказать влияние позднее.

Скриншот поражения в ядерной войне

Победа в игре может быть осуществлена рядом способов: можно сохранить Советский Союз до конца 1995 года, победить США в Холодной войне и развалить НАТО, выиграть в ядерной войне или же достигнуть первой фазы коммунизма, успешно внедрив проект ОГАС. Кроме того, победить можно, проведя реформы так, чтобы это не привело к распаду Советского Союза (отдельно присутствует концовка успешного исхода Перестройки). Проиграть игрок тоже может несколькими способами: начать ядерную войну без должной подготовки, спровоцировать эскалацию конфликта с Китаем и проиграть в нём, слишком сильно ослабив боеспособность СССР и спровоцировав интервенцию НАТО, разрушить экономику из-за борьбы с АЭС, стать жертвой государственного переворота или же революции, развалить Советский Союз, быть свергнутым партийной бюрократией, командованием армии или руководством КГБ в ходе внедрения автоматизации экономики, проиграть на президентских выборах (в случае учреждения поста Президента СССР), допустить развал СССР. В отличие от предшественника, Crisis in the Kremlin (где не было возможности сохранить ОВД и СССР, лишь задержать их распад), победить возможно точно так же, как и проиграть.
Ситуация в мире на начало игры соответствует исторической, если игрок не изменял предысторию (затрагивающую такие события, как События 17 июня 1953 года в ГДР, Венгерское восстание (1956), Космическая гонка, Иранская революция, отношение к творческой деятельности Владимира Высоцкого и письму Саманты Смит). В начале игры в окне видна праздничная демонстрация, но по мере изменения обстановки вид из окна меняется.
В ходе игры игрок может как расширить социалистический лагерь (в том числе вернуть в него Китай, Албанию и Югославию), так и терять его членов под действием внешних сил. Активная политика на международной арене необходима для того, чтобы сокрушить Соединённые Штаты, однако требует очень крупных затрат. При этом, игрок может также завершить противостояние с США мирным путём, восстановив с ними хорошие отношения.

Скриншот экрана съезда КПСС. Ни одна фракция не обладает достаточным влиянием, чтобы диктовать свои условия

Действия игрока сильно ограничены теми фракциями правящей Коммунистической партии Советского Союза, которые находятся у власти. Всего в игре присутствуют девять фракций (три находятся под опалой): троцкисты, сталинисты, консерваторы, умеренные, реформаторы и либералы (фракции миллитаристов, маоистов и технократов подавляются). При легализации многопартийности, их сменяют соответствующие по идеологическим взглядам партии — КРДМС (троцкисты), ВКПБ (сталинисты), блок беспартийных (консерваторы), КПСС (умеренные), СПТ (реформаторы) и Демократический союз (либералы). Некоторые игровые действия требуют наличия большинства у одной из фракций. Состояние фракций на начало игры определяется выбранным персонажем, а изменяется в процессе игры из-за принимаемых решений и поддержки, оказываемой игроком.
Экономика проработана, как заверяют разработчики, многопланово и очень масштабно. Игрок распределяет имеющиеся у него средства (на старте это 500 миллионов) по 41 категории. На эффективность вложений влияют коррупция и приписки, сами же вложения влияют на показатели страны. Некоторые из областей вложения вредны для игрока и могут привести к его поражению (например, импорт учебников и пособий). Каждый месяц бюджет пополняется за счёт доходов, которые можно распределять по отраслям. Суммы затрат по каждому пункту должны быть кратны 10 сотням миллионов.
Доктрины государства разбиты на множество отраслей в трёх категориях: внутренняя политика, внешняя политика и экономика. Для того, чтобы получить возможность менять политический и экономический курс самостоятельно, а не только как результат решений проблем, необходимо потратить определённое количество очков. Каждое изменение в какой-либо отрасли также требует затрат в виде политических очков, а также поддержки со стороны съезда КПСС или, в случае построения многопартийной политической системы, также поддержки сторонних политических партий.
Экран науки предлагает несколько альтернативных путей развития государства: Интернет или ОГАС, освоение «новой целины» или повышение эффективности земледелия, усиление Советской армии посредством численного её увеличения или путём качественного её переоснащения, реализация советского аналога американской СОИ или углубление мирной космической программы, также есть две самостоятельные ветви — одна ведёт к модернизации органов госбезопасности, вторая к качественному усилению советского атомного оружия.
Изучение наук серьёзно укрепляет СССР и может открыть такие события, как создание советского аналога ГМО, успешная экспедиция на Луну (как самостоятельно, так и при участии КНР) и реализация Союзом первого в истории человечества пилотируемого полёта на Марс, что может существенно укрепить авторитет Советского Союза в мире и способствовать ослаблению США.

## DLC The Accident
В DLC «The Accident», вышедшем 22 августа 2017 года, единственным играбельным персонажем является Первый секретарь ЦК КПУ Владимир Щербицкий, действие охватывает 1985—1988 годы. Основной сюжет дополнения посвящён аварии на атомной электростанции и реализации политики Перестройки на территории УССР. В отличие от основной игры, экономическая модель в DLC была упрощена — все статьи расходов были сведены в единое окно и объединены в обобщённые показатели («Промышленность», «Сельское хозяйство», «Инфраструктура», «Финансирование КГБ», «Расходы на пропаганду» и т. д.), средства на которые распределяются по 10 сот млн. посредством стрелок «больше» и «меньше».
Авария на АЭС может произойти тремя возможными вариантами: пожар на Южно-Украинской АЭС с повреждением атомного реактора («малая проблема»), взрыв одного атомного реактора на Чернобыльской АЭС (исторический вариант) или взрыв трёх атомных реакторов на ней же («крупная проблема»). Также аварии, при надлежащем финансировании промышленности и инфраструктуры, можно избежать. После катастрофы, задача игрока — ликвидировать её последствия (историческим вариантом, построив бетонный саркофаг, или альтернативно-историческим, расширив зону отчуждения и эвакуировав оттуда население), не допустив при этом больших человеческих потерь и паники, за которые отвечают отдельные механики. Принятые действия могут как способствовать этому, так и усугублять ситуацию (например, если игрок проигнорирует требование Горбачёва и откажется засекречивать факт аварии, то это усилит панику и вызовет недовольство союзного Центра, который сократит финансирование республики). При успешной ликвидации, игроку выводится обзорное событие, информирующее его о последствиях принятых им решений, в случае провала — ему придётся уйти в отставку и игра завершится.
Также в ходе игры, как и в оригинале, происходят различные события внутренней и внешней политики, на которые игроку надо реагировать (Антиалкогольная кампания и Ускорение, голодовка доктора Хайдера, советско-американские саммиты в Женеве и Рейкьявике, легализация рок-музыки, выступление Рональда Рейгана по ЦТ СССР, Игры доброй воли, выступление Бориса Ельцина на октябрьском пленуме ЦК КПСС и т. д.).
Финальная концовка зависит от действий игрока — Владимир Щербицкий может стать министром внутренних дел Советского Союза и членом ГКЧП, председателем Совмина (если поддержит в 1988 году Громыко и Лигачева) или первым президентом независимой Украины, но также может быть отправлен в отставку Горбачёвым, свергнут в ходе массовых беспорядков или отстранён на пленуме ЦК КПУ.

## DLC Homeland of the Revolution
Второе DLC к игре вышло 12 марта 2020 года и посвящено политическому противостоянию между руководством РСФСР и СССР. Начальным играбельным персонажем является Председатель Президиума Верховного Совета РСФСР Виталий Воротников, который может быть заменён на Бориса Ельцина, Александра Власова или Николая Рыжкова. События DLC затрагивают принятие Декларации о государственном суверенитете, создание радиостанции «Эхо Москвы», XXVIII съезд КПСС, Всесоюзный референдум о сохранении СССР, учреждение поста Президента РСФСР и принятие нового государственного гимна, реабилитацию семьи Романовых, установление Соловецкого камня и т. д.
Экономическая система осталась без изменений по сравнению с первым DLC, однако была добавлена система модификаторов, оказывающих дополнительное влияние на параметры.
Кульминационным моментом сюжета DLC являются события 19—21 августа 1991 года, в ходе которых игрок может как поддержать ГКЧП (опосредованно или напрямую войдя в его состав), так и его противников (возглавив сопротивление заговорщикам или пассивно). Если проводить политику на сохранение союзного государства, то путча не будет и игрок получит концовку подписания нового Союзного договора (однако попытка его срыва спровоцирует попытку переворота). В случае поражения путчистов, может быть как историческая концовка создания СНГ, так и концовка принятия другого варианта нового Союзного договора, превращающего СССР в конфедерацию.

## Критика
| Русскоязычные издания | Русскоязычные издания |
| Издание               | Оценка                |
| --------------------- | --------------------- |
| «НИМ»                 | 6,2/10                |

В рецензии «Навигатора игрового мира» отмечается такой минус, как отсутствие информации о том, к чему приведёт тот или иной выбор (впрочем, авторами игры это позиционируется как плюс — возвращение к старым играм без казуальности). Выборы вариантов решения проблем меняют политику непредсказуемым образом, и не для всех политиков понятно, что они делают. Кроме того, отмечается неудобный интерфейс: статистика разбита на четыре экрана, а бюджет — на десяток, что доставляет неудобства при отсутствии прямых переходов. Для действий написаны условия, но не отмечается, что из этих условий ещё не выполнено. Есть нарекания и к выделению активного элемента: от доступного он отличается только чёрным ободком вместо красного.
Согласно рецензии «Игромании», минусами игры являются ужасающий графический стиль, прорва опечаток в тексте и внушение игроку чувства вины за развал Советского Союза. В то же время критики позитивно отозвались о предоставлении игроку сыграть роль в глобальных процессах. В целом игру журналисты описали как один из любопытных российских проектов последнего времени.